# Fermax

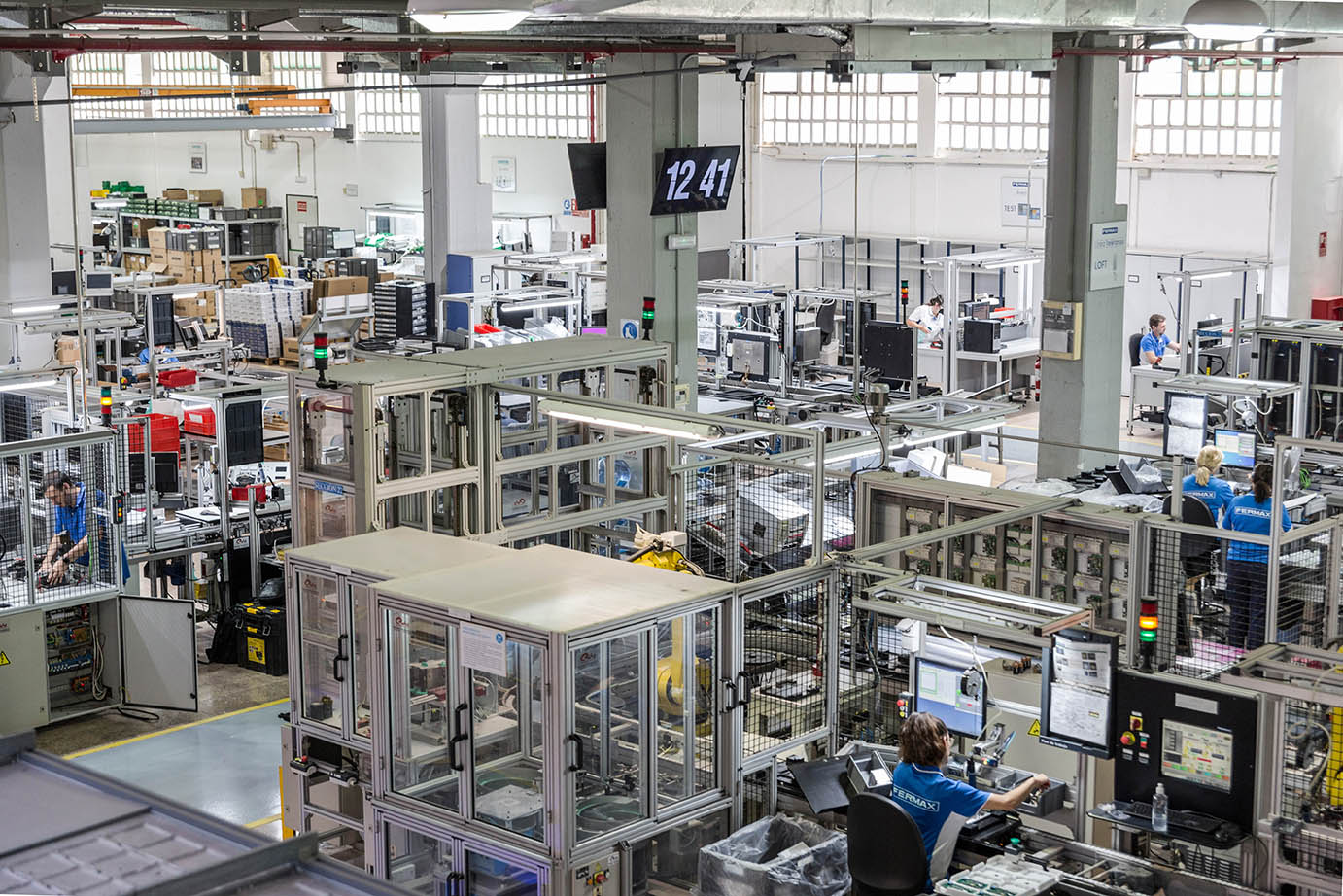
Fábrica de Fermax.

Fermax es una empresa española que diseña, produce y comercializa sistemas de portero electrónico, videoporteros, control de acceso y soluciones de conectividad. Fundada en 1949 por D. Fernando Maestre en Valencia, ciudad donde mantiene su sede principal, y adquirida en 2023 por el fondo de inversión MCH Private Equity, Fermax ocupa un lugar de preferencia entre las marcas más importantes del sector.[cita requerida] La empresa cuenta actualmente con el 50% de la cuota de mercado nacional y 7 delegaciones comerciales en España, además de 6 filiales localizadas en Francia, Inglaterra, Polonia, Bélgica, Singapur y China, 2 oficinas de representación en Portugal y Dubái, 2 representantes comerciales internacionales, y una gran red de distribuidores localizados en más de 85 países.
En los últimos años, Fermax se ha posicionado como líder en sistemas de videoportero conectado gracias a la puesta en marcha de un proceso de transformación hacia un nuevo modelo de negocio digital enfocado en la conectividad de sus productos e instalaciones.

## Historia

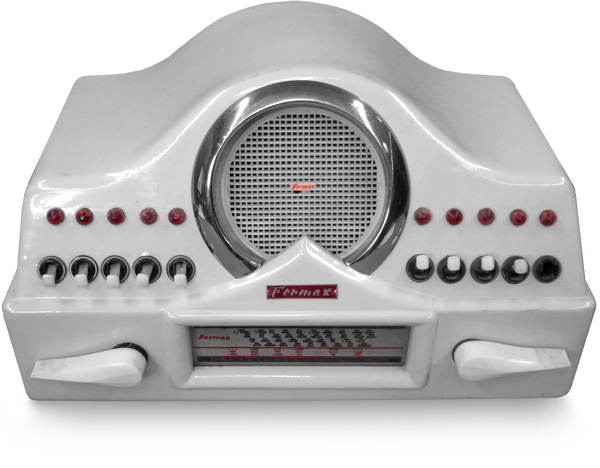
Radio-intercomunicador

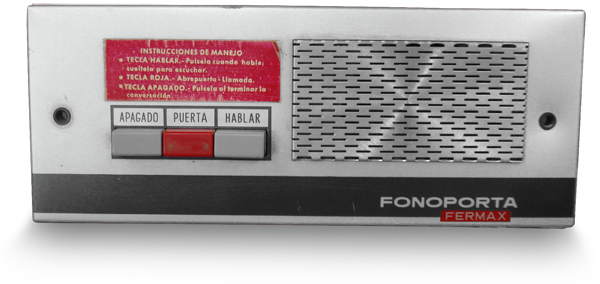
Fonoporta, receptor de audio para portero electrónico

La empresa inició en 1949 comercializando la primera invención de D. Fernando Maestre: el radio-interfono Fermax, patentado el 11 de noviembre de 1950. Se trataba de un intercomunicador para uso industrial y profesional que también servía como radio. De este modo, difundía música por las diferentes secciones de una fábrica a la vez que permitía la comunicación instantánea con los empleados o entre despachos.
Su gran acogida le permitió lanzar en 1963 un nuevo intercomunicador para edificios, el ‘Fonoporta’, considerado como el primer portero electrónico de Fermax. Era el primero que se diseñaba exclusivamente en España y fue, durante años, el único.
La estructura residencial vertical que se adoptó en la España del desarrollismo generalizó el uso el portero electrónico como un elemento de consumo masivo, facilitando el desarrollo de la empresa y las primeras exportaciones de sus productos. En 1974, Fermax comenzó a producir su modelo tipo telefónico T-1, un receptor mural que mantuvo en el mercado hasta 1987, del que fabricó 4.500.000 unidades y que ha sido considerado como uno de los iconos del diseño industrial español.
Con la llegada de los años 80 nace el videoportero Fermax, el primer videoportero español diseñado especialmente para complejos residenciales y con el que la empresa valenciana consiguió la patente de invención mundial de videoportero digital. A partir de entonces, la compañía comenzó a tener una fuerte presencia en el mercado internacional gracias a una sólida red de distribuidores locales, quienes les ayudaron a entender la cultura del país para adaptar sus productos a las necesidades específicas de cada mercado.
A principios de los 90 llega una nueva generación de videoporteros y se introducen al mercado conceptos como la seguridad y la comunicación en el hogar. El primer monitor de esta serie se denomina Citymax, y tan solo un año más tarde Fermax lanza Cityline, cuyo diseño revoluciona el mercado por tratarse de la primera placa de portero electrónico en utilizar un perfil de aluminio curvo-convexo. La placa Cityline fue instalada en más de 1 millón y medio de edificios y premiada en 1991 con el premio Valencia Innovación al Diseño Industrial del IMPIVA. En 2024, Fermax donó al Museo Valenciano de Etnología (L'ETNO) una placa Cityline Classic como muestra del legado tecnológico de la compañía en nuestras ciudades.

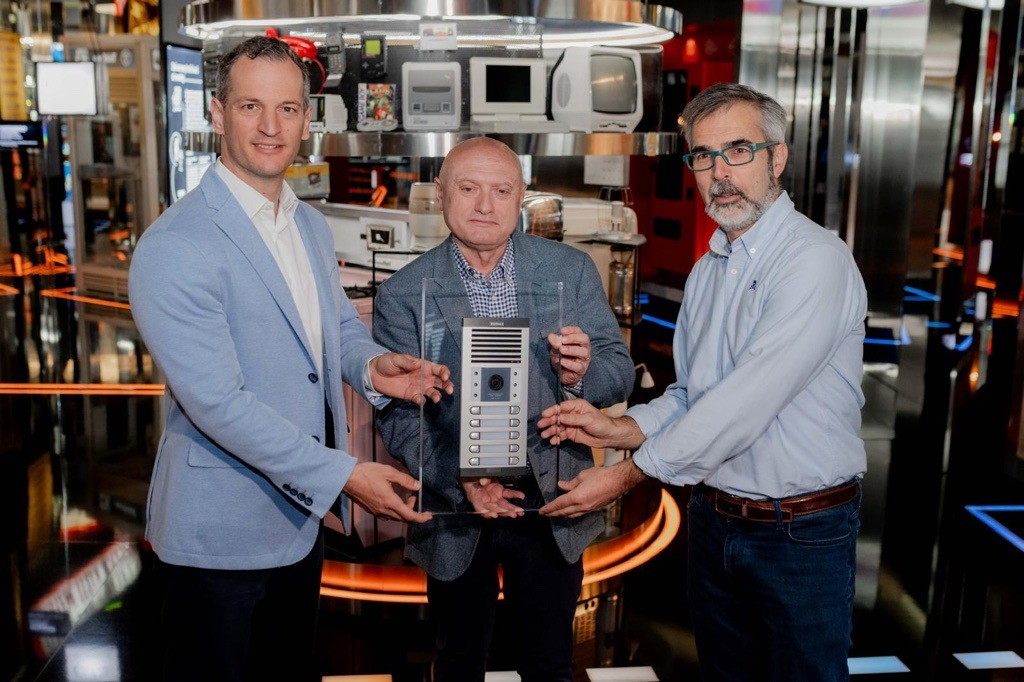
Jeremy Palacio, Presidente y CEO de Fermax, dona al Diputado de Cultura, Paco Teruel, y a Joan Seguí, director de L’ETNO, la placa de calle Cityline.

En 1997, Fermax inauguró una planta de producción en Shanghái, desde la cual comenzó a atender las necesidades del mercado interior chino. A partir de ese momento, su planta de producción de Valencia se destinó a la producción para el mercado europeo y parte del asiático.
En 2011, la firma contaba con oficinas propias en 15 países diferentes y con acuerdos comerciales para la distribución de sus productos en 65 naciones más. Los productos Fermax han sido instalados en edificios de todo el mundo, en Melbourne, Dubái, Bilbao (España), y Singapur. Esta presencia internacional fue reconocida con un galardón del IVEX en 2011. Su trayectoria y profesionalidad también han sido reconocidos, entre otros, por el Centro de la Marca de ESADE, que en 2010 le concedió el premio del Centro de la Marca en su categoría B2B.

## Conectividad

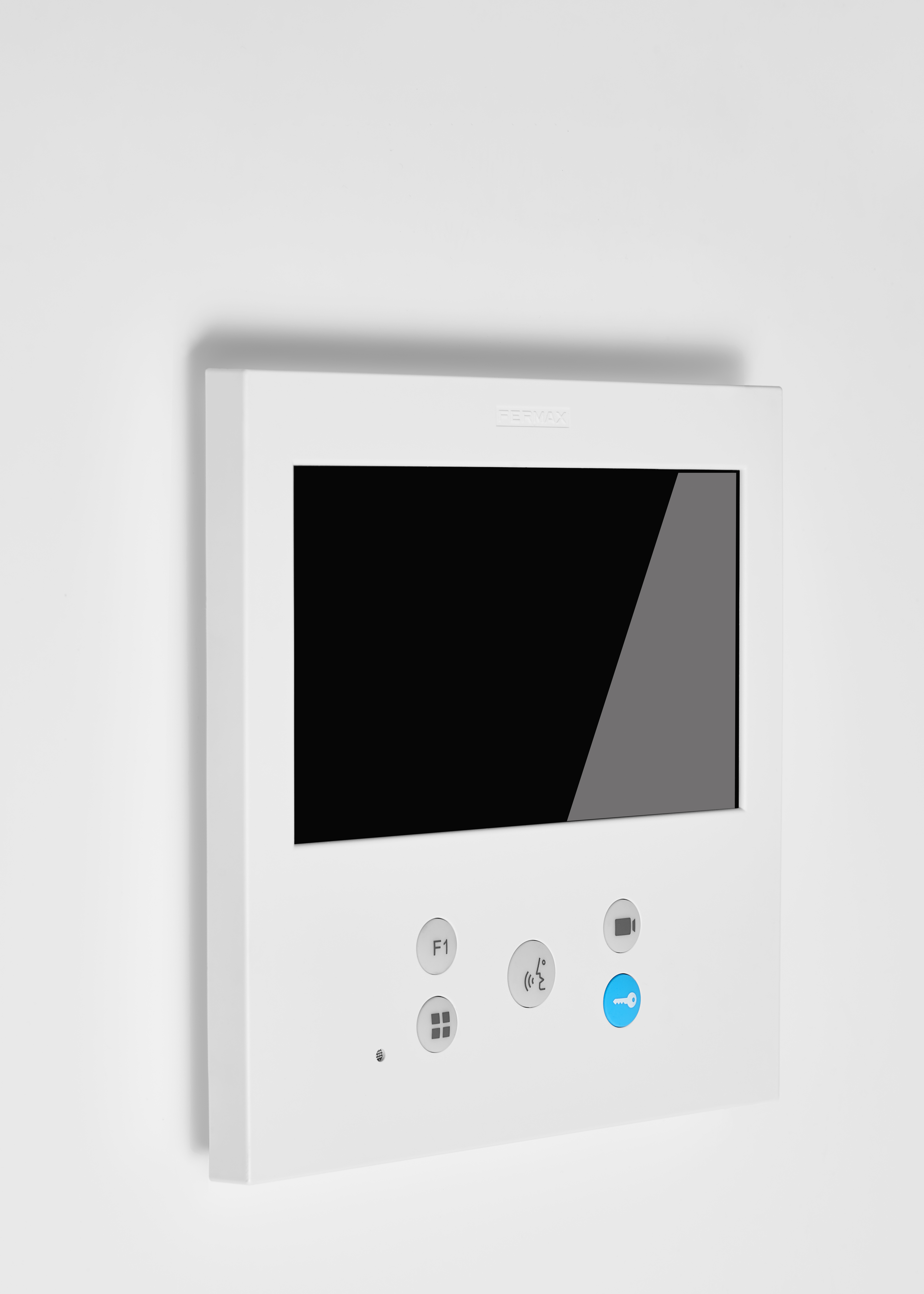
Videoportero VEO-XL

Fermax inició en 2021 un proceso de transformación de su modelo de negocio, pasando de una empresa fabril de producto analógico a una empresa digital de producto conectado. Este cambio de rumbo implica la digitalización de los procesos y productos de la compañía, una mayor apuesta en I+D, la creación de una unidad Software y la alianza con partners tecnológicos emergentes,.
En 2016 Fermax lanza DUOX, el primer y único sistema de videoportero 2 hilos con comunicación y transmisión completamente digital. Un hito tecnológico mundial e innovador que revolucionó el sector del videoportero y que se consolidó con el lanzamiento de DUOX PLUS en 2020, un sistema más potente que les ha permitido asentar la que es una de sus bases fundamentales: la conectividad.
Al mismo tiempo, Fermax lanza al mercado sus videoporteros con conectividad Wi-Fi y sus kits conectados para la vivienda residencial, incorporando por primera vez en su historia el desvío de llamada a móvil gracias a la aplicación DuoxMe. De este modo, el usuario puede recibir las llamadas del videoportero al móvil, contestar como si estuviera en casa, abrir la puerta o conectarse a su vivienda desde cualquier lugar del mundo.
Actualmente la compañía trabaja en nuevas soluciones en torno a la conectividad, no solo de la vivienda, sino de todo el edificio, conectándolo con el resto de la ciudad y aportando soluciones de valor añadido tanto a los residentes como a los distintos interlocutores que se comunican con el ecosistema del edificio: instaladores, administradores de fincas o empresas de logística.

## Innovación
Desde sus inicios, la innovación forma parte del ADN de Fermax y le ha permitido permanecer a la vanguardia tecnológica durante más de 75 años, adaptándose a cada mercado y dando respuesta a las nuevas demandas y necesidades del sector.

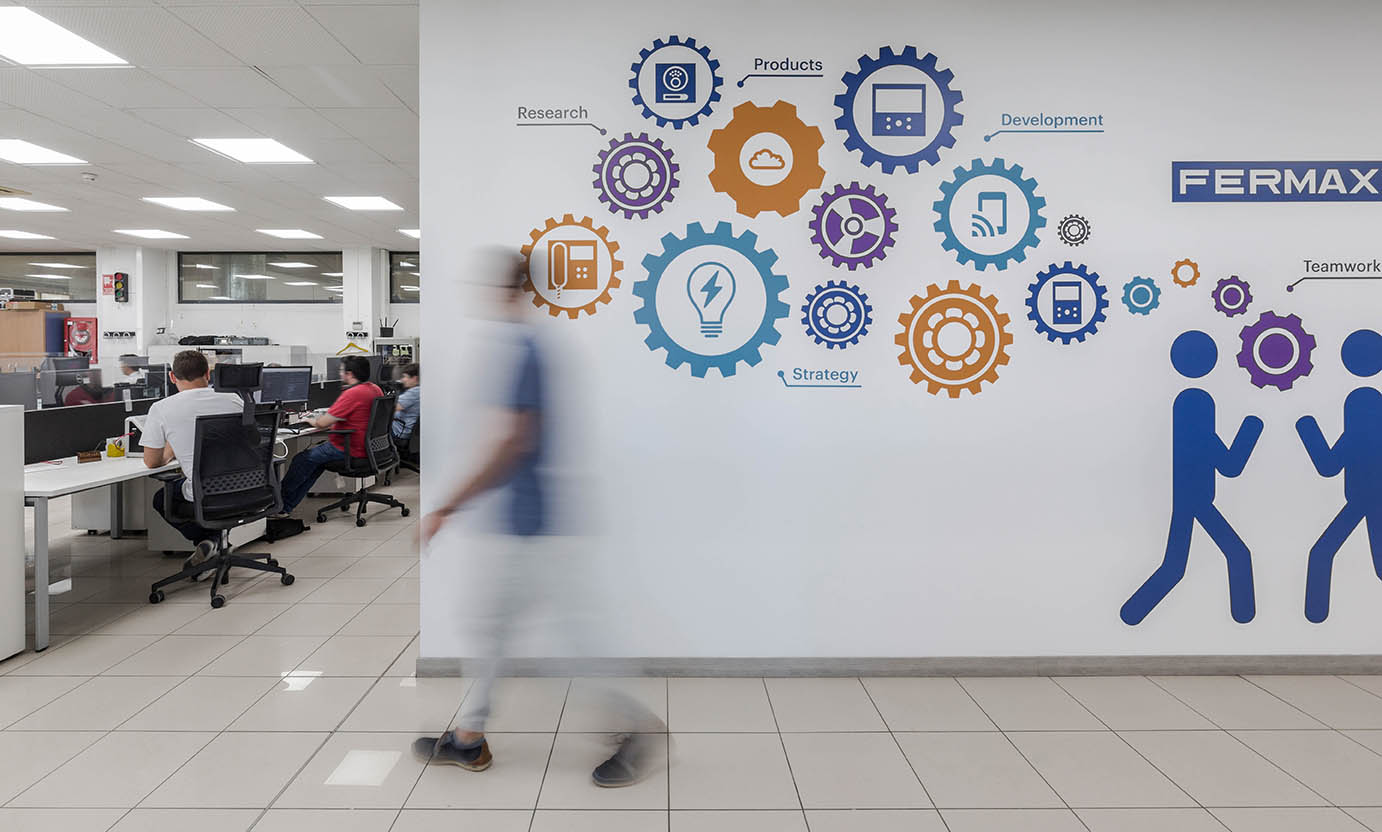

La empresa destina anualmente el 6-7 % de sus ventas en I+D para desarrollar productos y soluciones que aporten un valor añadido y diferencial. Esto les ha permitido mantenerse fieles a su compromiso con el diseño, la calidad técnica y la estética en todos sus productos. 
Para su investigación tecnológica, Fermax mantiene dos laboratorios, uno por cada planta productiva. En 2006 firmó un acuerdo con la Universidad de Valencia para la creación de la Cátedra Fermax de Inmótica y se integró como socio en ITACA, laboratorio de investigación de la Universidad Politécnica de Valencia
El espíritu innovador de la empresa valenciana ha sido galardonada en numerosas ocasiones, recibiendo en 2004, en 2008 y en 2012 el premio Calidad e Innovación en Material Eléctrico.

## Valores
El valor de las personas
El esfuerzo, la motivación y la dedicación de las más de 500 personas que forman parte de Fermax es el mayor activo de la empresa. El talento, el compromiso y la adaptabilidad al cambio son algunos de los valores que comparten las personas que forman parte de su equipo y que han hecho posible su continuidad a lo largo de más de 75 años, siendo a su vez garantía de éxito para el futuro.
Gracias a su crecimiento tecnológico y su proceso de digitalización, la empresa atrae a miles de perfiles profesionales especializados para cada una de las áreas que conforman la compañía. Así mismo, Fermax se ha convertido en una empresa referente en igualdad de trato y oportunidades al incentivar la contratación y la promoción interna de los integrantes de su equipo independientemente de su condición o género.
Responsabilidad Social Corporativa
Medio Ambiente
La empresa valenciana está fuertemente comprometida con el cuidado del medio ambiente y la importancia de adoptar políticas sostenibles que contribuyan a reducir su huella de carbono. Por eso, como empresa fabricante, diariamente lleva a cabo diferentes acciones para cumplir con los Objetivos de Desarrollo Sostenible (ODS) y conseguir un ciclo productivo sostenible que tenga el menor impacto posible.
Sus Políticas de Gestión Ambiental les permiten evaluar y determinar su impacto medioambiental para poder generar planes de mejora en cuanto a la reutilización, la reducción y la minimización de residuos, pero también para desarrollar productos con materiales reciclables y cuya funcionalidad no dependa de un gran consumo.
Integración laboral

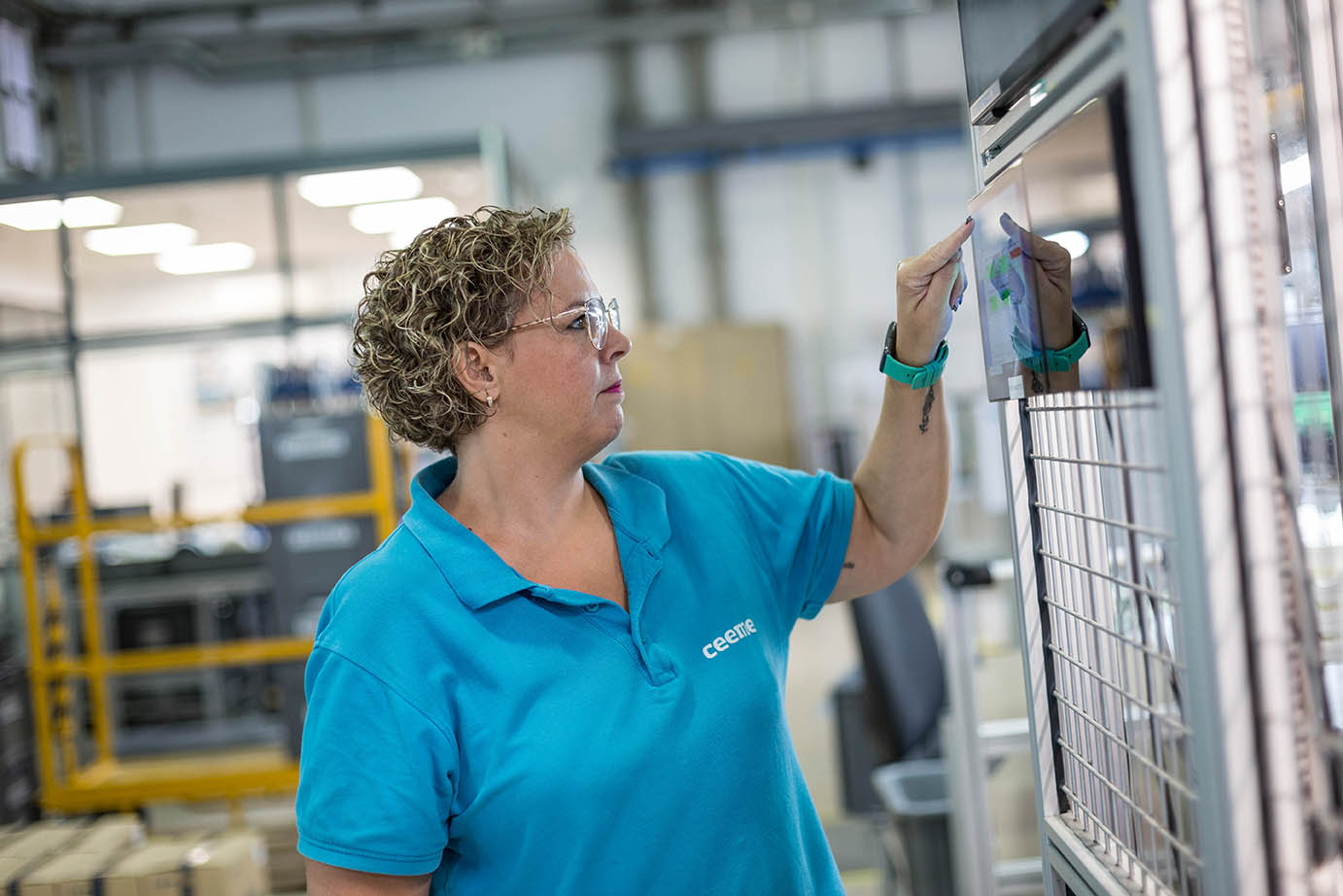

Favorecer la integración social, laboral y personal de las personas con diversidad funcional es otro de los objetivos de Fermax. Con este objetivo, en el año 2000 crearon CEEME, un Centro Especial de Empleo especializado en Montajes Electrónicos, donde el 90% de la plantilla se compone por personas con diversidad funcional. Gracias al programa de ajuste personal y social, los empleados de CEEME pueden realizar una adaptación adecuada a su puesto de trabajo, potenciar sus habilidades y desarrollar al máximo su crecimiento personal mediante la empleabilidad.
Acción social
Fermax colabora habitualmente con entidades sin ánimo de lucro, como la Asociación Valenciana de la Caridad, la Asociación Española contra el Cáncer o la Asociación Valenciana de Parálisis Cerebral, entre otros, aportando productos, participando como patrocinadores, realizando ayudas económicas o colaborando en campañas. 
Así mismo, Fermax concede las Becas Nuevos Valores a jóvenes deportistas para ayudarles en su entrenamiento y contribuir a su éxito en su especialidad deportiva. 

## Premios
El diseño industrial fue una tarea encomendada, casi en exclusiva, al diseñador Ramón Benedito que recibió en 1992 el Premio Nacional de Diseño que otorga el Ministerio de Industria.
El diseño de Fermax ha sido galardonado en distintas ocasiones, así como su trayectoria empresarial:
- 1976: Premio a la Promoción del Diseño Industrial. Otorgado por la Fundación BCD
- 1991: Premio a la Innovación en diseño industrial. Otorgado por IMPIVA (Generalidad Valenciana) por la línea de placa Cityline.
- 2004: Premio a la calidad e innovación en Material Eléctrico.  También concedido en 2008 y en 2012.
- 2005: Premio Intel Design Augusto Morello. Otorgado por Intel Milán al monitor Loft.
- 2007: Selecció ADI-FAD a la placa de calle Halo y al monitor de videoportero iLoft.
- 2011: Premio a la internacionalización. Otorgado por IVEX.
- 2013: Selecció ADI-FAD. Barcelona a su monitor de videoportero Smile.
- 2014: Premio IF LABEL para el monitor Smile. International Forum of Design.
- 2016: Premio a la Empresa con mejor trayectoria internacional en la difusión de su marca. Club de Marketing Mediterraneo.
- 2017: III premio Mejor estrategia de marca en los Innovatios Awards iElektro (Electro Stocks y iElektro).
- 2019: Premio a la Comunicación y Conectividad Residencial. I Premios Excelencia en la Vivienda de La Razón.
- 2020: Premio a la Mejor Empresa. XX Premios de Onda Cero (Valencia).
- 2025: Premio Larga Trayectoria. Premios Economía 3.

Los productos Fermax han formado parte de las siguientes exposiciones:
- 1998: Diseño industrial en España. Museo Reina Sofía. Madrid
- 2007: Dos siglos de industrialización en la Comunidad Valenciana. MuVIM. Valencia
- 2007: Selecció ADI-FAD. Barcelona a su placa de calle Halo y su monitor iLoft
- 2008: I Bienal Iberoamericana de Diseño. DIMAD. El Matadero. Madrid
- 2009: Suma y sigue del disseny a la Comunitat Valenciana. MuVIM. Valencia. Bruselas. Madrid
- 2010: Valencia diseño e innovación. Fundación Bancaja. Valencia
- 2024: Exposición permanente 'La Ciutat'. Museu Valencià d'Etnologia (l'ETNO). Valencia